# Szépilona
Szépilona ([ˈseːpilonɒ]) est un petit quartier de Budapest situé dans le 2e arrondissement. 